# Fontenay (Indre)
Fontenay è un comune francese di 79 abitanti situato nel dipartimento dell'Indre nella regione del Centro-Valle della Loira.

## Società

### Evoluzione demografica
Abitanti censiti